# Béla Révész (Fußballspieler)
Béla Révész (Nachname auch Reizmán oder Reismann; * 9. Februar 1886 in Értarcsa; † 21. Juli 1939 in Budapest) war ein ungarischer Fußballspieler und -trainer.

## Biographische Daten
Béla Révész wurde als Sohn von József Reizmán/Reismann und Karolina Weisz in Értarcsa geboren, das zur Zeit seiner Geburt zum Komitat Bihar im Königreich Ungarn gehörte und heute in Rumänien liegt. Über den genauen Geburtstag liegen unterschiedliche Angaben vor, teilweise wird als Geburtsjahr fälschlicherweise 1887 angegeben.
Révész heiratete am 20. Mai 1918 in Kőbánya, Budapest Piroska Schneider, die neun Jahre jünger als er und die Tochter von Lipót Schneider, dem Betreiber der Gaststätte im Clubhaus des MTK Budapest, war.
Béla Révész starb im Juli 1939 im Alter von 53 Jahren im XIII. Budapester Bezirk. Er liegt auf dem Kozma utcai izraelita temető (Israelitischer Friedhof Kozma-Straße) in Budapest begraben.

## Werdegang

### Spielerkarriere
Révész begann beim Remény FC mit dem Fußballspielen und schloss sich später zusammen mit der gesamten Mannschaft des Klubs dem Magyar ÚE Budapest an. Nachdem er in der Saison 1903 mit dem Trikot des MÚE sein Debüt in der Nemzeti Bajnokság, der höchsten ungarischen Spielklasse, gegeben hatte, wechselte er 1904 im Alter von 18 Jahren zum MTK Budapest. Révész war für den Klub bis 1917 aktiv und gewann mit MTK vier Ungarische Meisterschaften sowie viermal den Ungarischen Pokal.
Der fast 190 cm große Abwehrspieler Révész war beidfüßig, hatte ein gutes Kopfballspiel und galt als extrem trainingsfleißig. Aufgrund seiner Statur waren seine Schnelligkeit und Beweglichkeit jedoch eher unterdurchschnittlich.
Für die ungarische Nationalmannschaft absolvierte Révész zwischen 1909 und 1915 acht Partien. Sein erstes Länderspiel bestritt er am 29. Mai 1909 unter Frigyes Minder bei der 2:4-Niederlage im Budapester Millenáris Sporttelep gegen England. Bei den Olympischen Sommerspielen 1912 in Stockholm gehörte Révész zum von Ede Herczog trainierten ungarischen Aufgebot, kam allerdings nicht zum Einsatz; Ungarn erreichte Rang fünf im Fußballturnier. Seine letzte Partie für Ungarn absolvierte Révész am 30. Mai 1915 bei der 1:2-Niederlage gegen Österreich auf der Wiener WAC-Platz.
Nach dem Ersten Weltkrieg – im Jahr 1919 – legte Révész die Schiedsrichterprüfung ab und wurde vom Verband in die höchste ungarische Schiedsrichterkategorie eingeordnet.

### Trainerkarriere
Ab Anfang der 1920er-Jahre war Révész als Trainer tätig. Seine erste Station war 1923/24 der italienische Klub US Alessandria, mit dem er in Gruppe 1 der Lega Nord Rang fünf von zwölf Teilnehmern erreichte und die späteren Stars Giovanni Ferrari und Elvio Banchero förderte. 
Zwischen Juli 1924 und Juni 1926 trainierte er Holstein Kiel In der gleichen Zeit spielte auch der ungarische Nationalspieler Gábor Obitz für die Kieler. In diesen beiden Jahren wurden sie zweimal Norddeutscher Pokalsieger und 1926 auch Norddeutscher Meister. 1926 drang Holstein Kiel zudem in das Halbfinale der Deutschen Meisterschaft vor wo sie aber in Düsseldorf der Mannschaft des englischen Trainers William Townley, dem späteren Meister SpVgg Fürth, mit 1:3 unterlagen. Die Kieler Zeitung meinte, dass „die Verdienste eines Bela Revesz und Obitz mit ehernen Lettern in der Geschichte des Kieler Fußballs verzeichnet“ würden. Andere kritisierten die harte Spielweise von Révész’ Mannschaft.
Ab September 1926 war er beim Allgemeinen Sportverein Nürnberg. 
Wenig später kehrte Révész nach Ungarn zurück und trainierte ab Januar 1927 den Sabaria Labdarúgók Szövetkezete. Im Januar 1928 endete sein Engagement in Szombathely, woraufhin er nach Chemnitz eingeladen wurde, da ein dortiger Verein ihn als Trainer verpflichten wollte. Auch beim polnischen Klub Polonia Warschau zählte Révész Anfang 1928 zu den Kandidaten für den Trainerposten. Für Mai 1928 ist verzeichnet, dass sein Vertrag bei Chinezul Timișoara aufgrund der prekären finanziellen Lage des Vereins einvernehmlich aufgelöst wurde.
Im weiteren Verlauf des Jahres wurde Révész Trainer des Hungária MTK FC, den er 1928/29 zum Gewinn der die Ungarischen Meisterschaft führte. In der Hinrunde (Herbstsaison) der Spielzeit 1929/30 geriet Révész ob der sportlichen Leistungen und Ergebnisse des MTK FC zunehmend in die Kritik. Zunächst wurde er vom Vereinspräsident Alfréd Brüll verteidigt und, nachdem Jimmy Hogan bereits als sein Nachfolger gehandelt worden war, im Amt bestätigt. Anfang März 1930 trennte sich der Klub jedoch von ihm.
Im Jahr 1930 ging Révész zurück nach Italien, wo er 1930/31 erneut die US Alessandria trainierte, die ein Jahr zuvor Gründungsmitglied Serie A gewesen war. Er erreichte mit Alessandria Rang 13 und wechselte zur folgenden Saison zur US Triestina, wo er die Nachfolge seines zu Ambrosiana-Inter gewechselten Landsmanns István Tóth-Potya antrat. In Triest endete sein Engagement vorzeitig: Révész wurde nach dem 29. Spieltag, nach dem man punktgleich mit dem Tabellenletzten FC Modena auf dem Relegationsrang 16 gelegen hatte, durch Mario Grassi ersetzt. Im März 1933 er hielt Révész von der FIGC den Lehrauftrag im Arbeitsgebiet praktischer Fußball an der neu gegründeten Trainerschule in Rom. Wenig später erlitt er eine Hirnblutung aufgrund derer er diese Aufgabe nicht fortsetzen konnte.
Wiederum kehrte Révész nach Ungarn zurück und betreute in der Saison 1933/34 den III. Kerületi FC und erreichte mit dem Budapester Klub Rang neun in der Nemzeti Bajnokság.

## Erfolge

### Als Spieler
- Ungarischer Meister: 1904, 1907/08, 1913/14, 1916/17
- Ungarischer Pokalsieger: 1909/10, 1910/11, 1911/12, 1913/14

### Als Trainer
- Norddeutscher Meister: 1926
- Norddeutscher Pokalsieger: 1925, 1926
- Halbfinalist der Deutschen Meisterschaft: 1925/26
- Ungarischer Meister: 1928/29